# Moravský Svätý Ján
Moravský Svätý Ján (in ungherese Morvaszentjános, in tedesco Sankt Johann an der March) è un comune della Slovacchia facente parte del distretto di Senica, nella regione di Trnava.